# Live in Roma 2005
Live in Roma 2005 è un DVD di Fiorella Mannoia pubblicato il 30 novembre 2005 per la Sony Music; è accompagnato dal libro Biografia di una voce.

## Il dvd
Il dvd Live in Roma 2005, pubblicato il 30 novembre 2005 per la Sony Music, è stato registrato durante i concerti di Fiorella Mannoia del 23 e 24 novembre 2005 presso il Teatro Politeama Brancaccio di Roma. Il dvd vede la regia di Claudio Lelli e la produzione di Piero Fabrizi e Maurizio Giammarco

## Biografia di una voce
Il dvd è accompagnato dal libro Biografia di una voce pubblicato per la BUR (Biblioteca Universale Rizzoli) il 30 novembre 2005. Si tratta di un libro diviso in due parti: nella prima parte Fiorella si racconta in una sorta di diario in cui ripercorre le esperienze sia artistiche che umane, riportando i pensieri e i ricordi più significativi; la seconda parte invece è composta da varie riflessioni sull'attualità dei primi anni 2000.

### Dettagli
(IT) Fiorella Mannoia, Biografia di una voce, BUR (Biblioteca Universale Rizzoli), 30 novembre 2005,  p. 93, ISBN 8817006912.